# دین گرکن
دین گرکن (انگلیسی: Dean Gerken؛ زادهٔ ۲۲ مهٔ ۱۹۸۵) بازیکن فوتبال اهل بریتانیا است.
از باشگاه‌هایی که در آن بازی کرده‌است می‌توان به باشگاه فوتبال بریستول سیتی، باشگاه فوتبال ایپسویچ تاون، باشگاه فوتبال کولچستر یونایتد، و باشگاه فوتبال دارلینگتون اشاره کرد.